# Dodington (Somerset)
Dodington – wieś w Anglii, w Somerset, w dystrykcie (unitary authority) Somerset, w civil parish Holford. W 1931 wieś liczyła 74 mieszkańców. Dodington jest wspomniana w Domesday Book (1086) jako Stawe.